# 特拉姆 (石勒苏益格-荷尔斯泰因州)
特拉姆（德語：Tramm）是德国石勒苏益格-荷尔斯泰因州的一个市镇。总面积6.75平方公里，总人口345人，其中男性171人，女性174人（2011年12月31日），人口密度51人/平方公里。